# 程誌青
程誌青（1934年—2019年2月12日），原籍湖北应城，生于山东青岛，中国政治人物，广东省人大常委会原副主任、民革中央原副主席，第七届全国政协委员，第八、十届全国政协常务委员。